# نانامي شيونو
نانامي شيونو (باليابانية: 塩野七生)‏ (7 يوليو 1937 في طوكيو - ) روائية، وكاتِبة من اليابان.

## الجوائز
- جائزة  كيكوتشي كان  [لغات أخرى]‏
- Shiba Ryotaro Prize  [لغات أخرى]‏
- Women's Literature Prize  [لغات أخرى]‏
- الميدالية بنفسجية الشريط  [لغات أخرى]‏
- صاحب الاستحقاق الثقافي  [لغات أخرى]‏